# Balaenicipitidae
Balaenicipitidae là một họ chim thuộc bộ Pelecaniformes, với cò mỏ giày là loài duy nhất còn tồn tại. Các loài thuộc họ này được tìm thấy ở Kenya, Uganda, Tanzania và vài nơi ở Đông Phi.

## Phân loại
Họ này có các chi sau:
- Balaeniceps[1][2]
- †Goliathia (có thể thuộc Balaeniceps)[1]
- †Paludiavis[1]